# 春の枯葉
『春の枯葉』（はるのかれは）は、太宰治の戯曲。

## 概要
| 初出     | 『人間』1946年9月号                      |
| 単行本   | 『冬の花火』（中央公論社、1947年7月5日） |
| 執筆時期 | 1946年5月1日～8月上旬（推定）            |
| 原稿用紙 | 75枚                                     |

1947年（昭和22年）5月27日夜、NHKラジオ第2放送において、伊馬春部・脚色演出、巌金四郎・主演で1時間にわたって放送された。

## 登場人物
- 野中弥一

国民学校教師
- 節子

弥一の妻
- しづ

節子の生母
- 奥田義雄

国民学校教師、野中の同僚
- 菊代

義雄の妹
- その他学童数名